# Grand maître de l'artillerie de Bretagne
La charge de maître ou de grand maître de l'artillerie de Bretagne ne date que du XVe siècle. En France, il y a eu des maîtres de l'artillerie depuis le XIVe siècle ; mais ce n'est qu'à partir du commencement du XVIIe que les maîtres de l'artillerie ont pris le titre de grand maître. Le grand maître de l'artillerie avait la surintendance sur tous les officiers de l'artillerie, faisait exécuter les travaux aux sièges des villes et places, avait, en en mot, sous sa juridiction tout ce qui concernait l'artillerie.

## Liste des grands-maîtres de l'artillerie de Bretagne
| Dates | Titulaire           | Duc                 | Notes                                                                   | Blason |
| ----- | ------------------- | ------------------- | ----------------------------------------------------------------------- | ------ |
| 1431  | Roland de Saint Pou | Jean V le Sage      | N.C.                                                                    |        |
| 1456  | Jean Uget           | Pierre II le Simple | D'azur à trois tête de léopard arrachées et lampassées d'or             |        |
| 1459  | Jean L'Abbé         | François II         |                                                                         |        |
| 1460  | Olivier de Quelen   | François II         | D'argent à trois feuilles de houx de sinople.                           |        |
| 1470  | Péan Gaudin         | François II         |                                                                         |        |
| 1480  | Jehan Mauhugeon     | François II         | N.C.                                                                    |        |
| 1481  | Bertrand du Parc    | François II         | D'argent, à trois jumelles de gueules. (Sceau de 1400)                  |        |
| 1487  | Jean Le Bouteiller  | François II         | D'argent, à la bande fuselé de sable.                                   |        |
| 1487  | Louis de La Haye    | François II         | D'argent au sautoir de gueules, accompagné de quatre billettes de même. |        |
| 1488  | Jehan de Lescoet    | Anne                |                                                                         |        |
| 1508  | Thomas d'Estuer     | Anne                | D'argent au sautoir de gueules.                                         |        |